# 道の駅スパ羅漢
道の駅スパ羅漢（みちのえき スパらかん）は、広島県廿日市市にある国道186号の道の駅である。

## 概要
2022年（令和4年）4月、リフレッシュオープンした。

### 歴史
- 1996年（平成8年）4月16日 - 道の駅第10回登録において、「道の駅スパ羅漢」として登録
- 2022年（令和4年）4月 - リフレッシュオープン[1]。

## 施設
- 駐車場：34台
  - 普通車：31台
  - 大型車：3台
  - 身障者用：1台
- トイレ
  - 男：大 4器・小 4器
  - 女：5器
  - 身障者用：1器
- 喫茶店（平日：10:00 - 17:00、土日祝：10:00 - 19:00）
- 売店
- 休憩所
- 公衆電話 1台（24時間利用可能）
- 情報コーナー（24時間）

### 日帰り入浴施設
羅漢温泉の源泉を使った日帰り入浴施設。入浴料も安く（大人600円、小人200円、幼児100円）、気軽に立ち寄れる。JAFカードを見せると大人のみ50円割引あり。
- 泉質：単純放射能泉、ラドン泉、低張性弱アルカリ性低温泉
- 源泉温度：26℃
- 営業時間：10:00から19:00（受付終了）
- 露天風呂、打たせ湯などもあり、裏を流れる小瀬川のせせらぎが心地よい音を奏でる。高原特有の昼夜の温度差により、秋に見られる紅葉は見もの。
- 入れ墨、タトゥーの入っている方は入浴不可

## 休館日
- 第1・3水曜日
- 年末年始

## アクセス
- 国道186号 - 登録路線
  - 大竹市 - 廿日市市栗栖（広島県道30号廿日市佐伯線） - 道の駅スパ羅漢（廿日市市飯山） - 廿日市市吉和（中国自動車道 吉和IC） - 安芸太田町（筒賀 戸河内IC 加計 国道191号）・北広島町（旧芸北町）方面
  - 山陽自動車道（広島岩国道路）廿日市ICより、宮内交差点・広島県道30号廿日市佐伯線・廿日市市栗栖・国道186号経由、約25km（約40分）[2]
  - 中国自動車道 吉和ICから国道186号経由、約22km（約25分）
- 吉和さくらバス 羅漢温泉 バス停下車
  - さいき文化センター・佐伯支所・津田方面 - 羅漢温泉 - 花原・吉和ふれあい交流センター方面

## 周辺
- 岩倉温泉
- 小瀬川温泉
- もみのき森林公園